# Kombinacja norweska na Mistrzostwach Świata w Narciarstwie Klasycznym 2015 – sprint drużynowy
Sprint drużynowy HS134/2x7,5 km – ostatnia z konkurencji rozgrywanych w ramach kombinacji norweskiej na Mistrzostwach Świata w Narciarstwie Klasycznym 2015. Skoki na skoczni Lugnet o punkcie HS134 oraz bieg na 7,5 km odbyły się 28 lutego 2015 w szwedzkim Falun. Tytułu z poprzednich mistrzostw, we włoskim Val di Fiemme bronili Francuzi Sébastien Lacroix i Jason Lamy Chappuis. Do startu przystąpiło 12 drużyn.

## Wyniki

### Skoki narciarskie
| Pozycja | Nr | Zawodnicy                          | Reprezentacja     | Skoki (m)   | Punkty            | Różnica czasowa |
| ------- | -- | ---------------------------------- | ----------------- | ----------- | ----------------- | --------------- |
| 1       | 9  | François Braud Jason Lamy-Chappuis | Francja           | 126,0       | 227,1 113,7 113,4 | —               |
| 2       | 8  | Akito Watabe Yoshito Watabe        | Japonia           | 128,5 124,5 | 221,4 110,0 111,4 | +0:11           |
| 3       | 11 | Johannes Rydzek Eric Frenzel       | Niemcy            | 118,5 128,0 | 216,5 101,8 114,7 | +0:21           |
| 4       | 12 | Magnus Moan Håvard Klemetsen       | Norwegia          | 127,5 123,0 | 205,2 100,1 105,1 | +0:44           |
| 5       | 5  | Miroslav Dvořák Tomáš Portyk       | Czechy            | 123,5 116,0 | 199,7 104,2 95,5  | +0:55           |
| 6       | 4  | Jim Härtull Ilkka Herola           | Finlandia         | 117,5 116,5 | 187,5 92,1 95,4   | +1:19           |
| 7       | 10 | Sepp Schneider Bernhard Gruber     | Austria           | 114,5 117,0 | 181,3 88,3 93,0   | +1:32           |
| 8       | 7  | Samuel Costa Alessandro Pittin     | Włochy            | 121,5 108,5 | 181,2 100,6 80,6  | +1:32           |
| 9       | 3  | Marjan Jelenko Gašper Berlot       | Słowenia          | 113,5 116,0 | 171,1 78,5 92,6   | +1:52           |
| 10      | 6  | Taylor Fletcher Bryan Fletcher     | Stany Zjednoczone | 117,0 98,5  | 165,0 95,1 69,6   | +2:04           |
| 11      | 2  | Kail Piho Kristjan Ilves           | Estonia           | 94,5 114,5  | 147,9 58,4 89,5   | +2:38           |
| 12      | 1  | Rusłan Bałanda Wiktor Pasicznyk    | Ukraina           | 102,0 109,5 | 146,9 66,5 80,4   | +2:40           |

### Biegi narciarskie
| Pozycja | Nr | Zawodnik          | Reprezentacja                      | Strata do liderów | Czas biegu              | Pozycja po biegu | Czas końcowy |
| ------- | -- | ----------------- | ---------------------------------- | ----------------- | ----------------------- | ---------------- | ------------ |
| 1.      | 1  | Francja           | François Braud Jason Lamy-Chappuis | 0:00              | 38:31,6 18:49,2 19:42,5 | 6                | —            |
| 2.      | 3  | Niemcy            | Eric Frenzel Johannes Rydzek       | 0:21              | 38:13,3 19:02,3 19:11,0 | 2                | +2,7         |
| 3.      | 4  | Norwegia          | Magnus Moan Håvard Klemetsen       | 0:44              | 38:07,0 18:15,2 19:51,8 | 1                | +19,4        |
| 4.      | 6  | Finlandia         | Ilkka Herola Jim Härtull           | 1:19              | 38:16,8 19:02,1 19:14,7 | 2                | +1:04,2      |
| 5.      | 8  | Włochy            | Samuel Costa Alessandro Pittin     | 1:32              | 38:18,3 19:52,6 18:25,7 | 4                | +1:18,7      |
| 6.      | 2  | Japonia           | Yoshito Watabe Akito Watabe        | 0:11              | 39:46,3 20:04,8 19:41,5 | 10               | +1:25,7      |
| 7.      | 7  | Austria           | Sepp Schneider Bernhard Gruber     | 1:32              | 38:40,5 19:10,6 19:29,9 | 7                | +1:40,9      |
| 8.      | 5  | Czechy            | Tomáš Portyk Miroslav Dvořák       | 0:55              | 39:27,0 20:16,3 19:10,7 | 8                | +1:50,4      |
| 9.      | 10 | Stany Zjednoczone | Bryan Fletcher Taylor Fletcher     | 2:04              | 38:27,5 19:11,8 19:15,7 | 5                | +1:59,9      |
| 10.     | 9  | Słowenia          | Marjan Jelenko Gašper Berlot       | 1:52              | 40:13,8 20:19,8 19:54,0 | 11               | +3:34,2      |
| 11.     | 11 | Estonia           | Kristjan Ilves Kail Piho           | 2:38              | 39:30,1 19:59,7 19:30,4 | 9                | +3:36,5      |
| 12.     | 12 | Ukraina           | Rusłan Bałanda Wiktor Pasicznyk    | 2:40              | 42:12,3 21:05,9 21:06,4 | 12               | +6:20,7      |